# Heidekapel (Vosseslag)

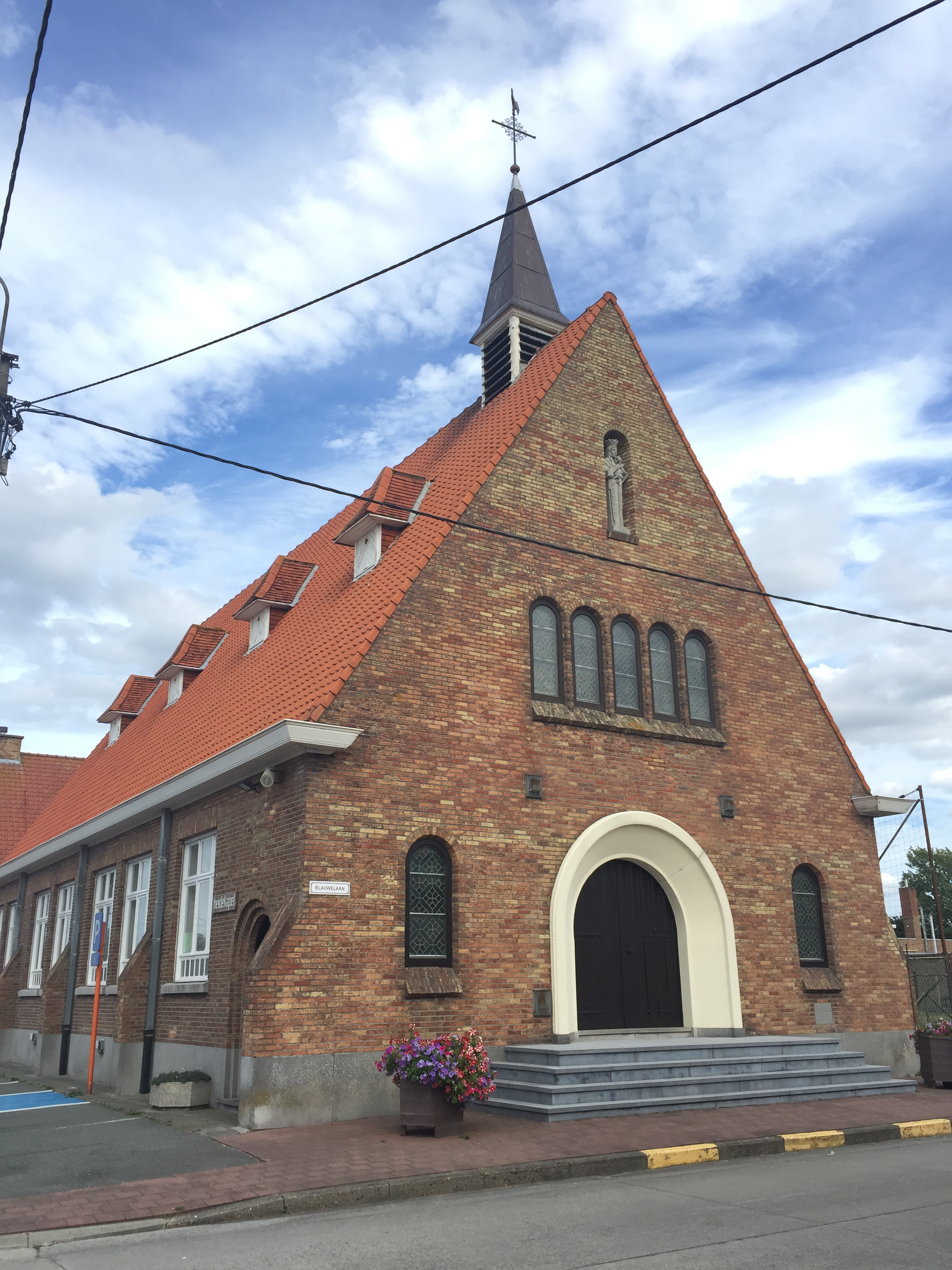
Heidekapel

De Heidekapel (ook wel Heilige Monicakapel) is een hulpkerk in de tot de West-Vlaamse gemeente De Haan behorende wijk Vosseslag, gelegen aan Heidelaan 24-26.

## Geschiedenis
De Zusters van de Heilige Kindsheid uit Ardooie richtten in deze wijk in 1939 een klooster en een school op, aangezien de bevolking sterk was toegenomen. Vanaf 1943 werden er ook Missen opgedragen en in 1955 werd naast de school een kapel met pastorie gebouwd naar ontwerp van Maurice Haegebaert. In 1962 werd deze tot hulpkerk verheven.

## Gebouw
Het is een eenvoudig gebouw onder zadeldak, voorzien van een dakruiter. In de voorgevel is een ingang met rondboog, waarboven een vijflicht. Hierboven een nis met een beeld van Maria met Kind.
De kapel is verbonden met een kloostercomplex.